# Demant
Demant — датская компания, производитель слуховых аппаратов. Штаб-квартира расположена в Смёруме (пригород Копенгагена).

## История
Компанию основал в 1904 году Ханс Демант, первоначально она занималась импортом слуховых аппаратов из Англии. В 1910 году руководство компанией перешло к Вильяму Деманту, сыну Ханса; он начал импорт слуховых аппаратов из США, которые выпускала компания Acousticon. В начале 1940-х годов было начато собственное производство под брендом Acousticus.
В 1946 году Вильям Демант начал сотрудничество с другой американской компанией, Charles Lehman, с которой было учреждено совместное предприятие American-Danish Oticon Corporation со штаб-квартирой в Копенгагене. В 1965 году был открыт филиал в США. В 1995 году Oticon провела первичное публичное предложение на Копенгагенской фондовой бирже, однако контрольный пакет акций остался за фондом Вильяма Деманта. В том же году была поглощена швейцарская компания Bernafon. В 1996 году был разработан первый полностью цифровой слуховой аппарат DigiFocus. В 1997 году название Oticon было изменено на William Demant Holding, а в 2019 году — на Demant.
В 2013 году был куплен французский производитель кохлеарных имплантатов Neurelec, который был влит в подразделение Oticon Medical. В 2015 году была приобретена французская сеть клиник Audika. В апреле 2022 года подразделение кохлеарных имплантатов Oticon Medical было продано австралийской компании Cochlear. В июне 2022 года был куплен китайский дистрибьютор слуховых аппаратов ShengWang.

## Деятельность

Бренды компании Demant

Подразделения компании по состоянию на 2024 год:
- слуховые аппараты — разработка, производство и оптовая продажа слуховых аппаратов; 45 % выручки;
- лечение слуха — сеть из 4 тыс. клиник Audika Group; 44 % выручки;
- диагностика — сеть диагностических центров, производство аудиометрического оборудования; 11 % выручки.

Производственные мощности состоят из 2 фабрик в Польше и одной в Мексике. Основные научно-исследовательские центры находятся в Дании, Польше и Малайзии. По состоянию на конец 2024 года в компании работало 22,6 тыс. человек, больше всего сотрудников было в Польше (5,1 тыс.), США (3,4 тыс.), Дании (2,1 тыс.), Франции (1,7 тыс.), Китае (1,6 тыс.), Канаде (1,3 тыс.), Германии (1 тыс.).
Выручка компании за 2024 год составила 22,4 млрд датских крон (3,36 млрд долларов США), из них на Европу пришлось 42 %, на Северную Америку — 41 %, на Азию — 9 %, на Тихоокеанский регион — 5 %, на другие регионы — 2 %.